# Toll样受体
類鐸受体（英語：Toll-like receptors，缩写TLR，或译为類鐸受體）是單次跨膜蛋白，识别侵入体内的微生物进而激活免疫细胞的反应，在先天性免疫系统中起关键作用。Toll样受体是模式识别受体（pattern recognition receptors，PRR）的一类，主要识别与宿主不同的病原体分子，即病原相关分子模式（pathogen-associated molecular patterns，PAMPs），也识别损害相关分子模式。在脊椎动物（包括鱼类、两栖类、 哺乳类、鸟类、爬虫类）以及无脊椎动物（如昆虫果蝇已被广泛研究）发现有Toll样受体。在细菌和植物以及更高的生物界中也发现有Toll样受体。所以，Toll样受体是最古老最保守的免疫系统的组成部分，也被称作原始模式识别受体，因为它们在免疫系统的其他部分之前演变，尤其是在后天免疫系统之前。
「類鐸受體」這個名稱是來自於1985年在黑腹果蠅體內發現的鐸基因。「鐸」來自於的德文的「德語：」，為嘆詞。當時研究人員在發現時說出一句「這太棒了！」（""〉，因此而得名。

## 发现
Toll样受体最早在黑腹果蠅中以基因的形式被發现，该基因對於果蝇胚胎發育過程中的背腹轴起到控制作用。

## 分布
已在多种类型的免疫细胞中观察到Toll样受体的表达，包括树突细胞、T细胞、中性粒细胞、嗜酸性粒细胞、肥大细胞、巨噬细胞、单核细胞和上皮细胞。

## Toll样受体数据库
TollML: TollML数据库是目前唯一的关于Toll样受体氨基酸序列水平上的Motifs的数据库。所有已知蛋白质序列的Toll样受体首先被划分为信号肽、胞外域穿膜域和胞内域４个结构单位；每个胞外域再被划分为单个的亮氨酸富集重复序列；每个亮氨酸富集重复序列进而被划分为高度保守区和可变区。所有划分都通过半手动进行。

## Toll样受体家族
TLR1、2、6可识别细菌脂蛋白（lipoprotein）成分；TLR4在細胞膜上识别LPS及病毒膜蛋白；TLR5识别细菌鞭毛蛋白Flagellin（細菌鞭毛上主要組成蛋白質）。而核酸特异性TLR一般位于内体，TLR3在細胞質的囊泡中，识别双链RNA（Double-stranded RNA，dsRNA）；TLR7、8识别单链RNA（singlestranded RNA，ssRNA）；TLR9则在細胞質的囊泡中特异性识别游离核酸中未甲基化CpG序列。此种识别过程中，核酸并非微生物所独有，因此响应核酸刺激的TLR可能错误识别自身分子，而引起自身炎症或自身免疫疾病。

## 信号传递
TLR合成于内质网，并运输至质膜或内体膜发挥作用，其中未受刺激时TLR9稳定存在于内质网，而MyD88存在于细胞质，激活后TLR9经高尔基体转移至细胞膜，再经内吞途径进入内体，与MyD88共同融合至含游离核酸内体区域。若中断TLR9内吞过程而将其人工定位于细胞膜表面，则会暴露TLR9于大量胞外游离核酸，可导致致命炎症反应，因此TLR9等核酸识别受体一般定位于内体以防止识别自身核酸片段。
TLR通路有许多，以下以TLR9激活NF-κB核异位为例。TLR9进入内体后，胰岛素调节膜氨基肽酶（insulin-regulated aminopeptidase）及溶酶体半胱氨酸蛋白酶（lysosomal cysteine proteases，cathepsin S）对其进行蛋白水解切割（proteolytic cleavage）后，启动下游信号转导机制，募集白介素1受体蛋白激酶（interleukin1-receptor-associated kinase，IRAK），接着一般以MyD88-IRAK4-IRAK2形式组成骨髓分化小体（Myddosome），亦称死亡区域蛋白。Myddosome激活IKK以磷酸化核因子κB抑制剂（inhibitor of nuclear factor kappa B，IκB）两个特定丝氨酸残基。由S期激酶相关蛋白1（S-phase kinaseassociated protein 1，Skp1）、Cullin蛋白1（Cullin 1，Cul1）及F框蛋白（F-box protein）三者组成的SCF蛋白泛素连接酶复合物（Skp, Cullin, F-box containing ubiquitin ligase complex）若含β-转导重复相容蛋白（β-transducin repeat-containing protein，β-TrCP），则称为SCFβ-TrCP。未受游离核酸刺激时，NF-κB与其抑制蛋白IκB紧密结合，存在于细胞质，IκB掩盖NF-κB的核定位序列使其无法启动转录程序，而一旦IκB磷酸化，SCFβ-TrCP则会识别、泛素化并降解IκB，暴露NF-κB核定位信号，使其易位至细胞核并结合DNA，启动促炎细胞因子转录程序。
TLR9激活过程引起内体膨胀酸化成熟并产生活性氧，诱导丝裂原活化蛋白激酶（Mitogen-Activated Protein Kinase，MAPK）p38磷酸化进而刺激p65亚基磷酸化，促进下游促炎细胞因子转录与翻译。内体酸化是TLR9通路激活的必要条件，利用内体酸化抑制剂可抑制p65亚基磷酸化，降低促炎细胞因子表达，因此，内体酸化有望成为抑制游离核酸激活炎症通路的新靶点。

## 参看
- 病原相关分子模式
- 免疫佐剂
- Toll基因家族